# Вдова Кліко
«Вдова Кліко» — це міжнародний драматичний фільм 2023 року спільного виробництва, знятий режисером Томасом Неппером за сценарієм Ерін Дігнам і Крістофера Монгера на основі книги Тілара Дж. Маццео «Вдова Кліко» . У головних ролях: Хейлі Беннетт, Том Старрідж, Сем Райлі, Енсон Бун, Лео Сутер, Бен Майлз і Наташа О'Кіф .
Світова прем’єра відбулася на Міжнародному кінофестивалі в Торонто 11 вересня 2023 року.

## Виробництво
У жовтні 2022 року було оголошено, що Гейлі Беннетт, Том Старрідж, Сем Райлі, Лео Сутер і Енсон Бум приєдналися до акторського складу фільму. Томас Неппер буде режисером за сценарієм Ерін Дігнам та Крістофера Монгера і Джо Райт — продюсером. 
Основні зйомки відбулися в Шаблі та Реймсі, Франція, у жовтні 2022 року. 

## Прем'єра
Світова прем'єра фільму відбулася на Міжнародному кінофестивалі в Торонто 11 вересня 2023 року  У листопаді 2023 року Vertical Entertainment придбала права на розповсюдження фільму.  Широкий випуск відбувся 19 липня 2024 року  .

## Рецепція
На сайті агрегатора рецензій Rotten Tomatoes 85% з 26 рецензій критиків є позитивними, із середньою оцінкою 6,8/10. Metacritic, який використовує середньозважену оцінку, присвоїв фільму 67 балів зі 100, спираючись на 11 рецензій критиків, що означає «загалом сприятливі» відгуки.

Крістіан Зілко з IndieWire оцінив фільм на «B», коментуючи, що «помінявши Bluetooth-гарнітури на ліфи, Наппер і сценаристи Ерін Дігнам та Крістофер Монгер змогли задрапірувати свій фільм в естетиці епохи, яка має сподобатися артхаусному натовпу. Але від моменту «еврики», коли Барб-Ніколь створює своє культове рожеве шампанське, до фінальних титрів, що розповідають про успіх компанії, «Вдова Кліко» має ті ж самі ритми, що й бізнес-фільм, який ви дивилися під час останнього польоту». «Зілко підкреслив поєднання у фільмі «нелінійної наративної структури» та «тричі ура-капіталізму», а також «драконівських законів» щодо жінок у бізнесі. Він вважає, що фільм здебільшого «зацікавлений у прославленні алкогольної індустрії та людей, які долають непотрібні обмеження, щоб впроваджувати інновації в ній».
1. ↑  Widow Clicquot (2024). BBFC. Процитовано 20 липня 2024.
2. ↑  Widow Clicquot. Toronto International Film Festival. Процитовано 26 грудня 2023.
3. ↑  Widow Clicquot (2024). The Numbers. Nash Information Services, LLC. Процитовано 29 липня 2024. {{cite web}}: Cite має пустий невідомий параметр: |df= (довідка)
4. ↑  Widow Clicquot (2024). Box Office Mojo. IMDb. Архів оригіналу за 27 червня 2024. Процитовано 29 липня 2024. {{cite web}}: Cite має пустий невідомий параметр: |df= (довідка) ID is missing in both template and Wikidata; please add to either place.
5. ↑  D'Alessandro, Anthony (31 жовтня 2022). Haley Bennett, Tom Sturridge & Sam Riley Set For 'Clicquot' About The Rise Of French Champagne House. Deadline Hollywood. Процитовано 26 грудня 2023.
6. ↑  Goodfellow, Melanie (8 лютого 2023). Haley Bennett First Image In Champagne Drama 'Clicquot' Revealed As WME Independent Sets EFM Sales Launch. Deadline Hollywood. Процитовано 26 грудня 2023.
7. ↑  Erbland, Kate (3 серпня 2023). TIFF 2023 Midnight Madness and Discovery Lineup: New Films from Harmony Korine, Patricia Arquette, and Larry Charles. IndieWire. Процитовано 26 грудня 2023.
8. ↑  Grobar, Matt (29 листопада 2023). TIFF 2023 Drama 'Widow Clicquot' Starring Haley Bennett Acquired By Vertical. Deadline Hollywood. Процитовано 26 грудня 2023.
9. ↑  T&C Exclusive: Watch the Trailer for 'Widow Clicquot'. Town & Country (амер.). 6 червня 2024. Процитовано 7 червня 2024.
10. ↑  Zilko, Christian (13 вересня 2023). ‘Widow Clicquot’ Review: Bodices Replace Bluetooth Headsets in This Rags-to-Riches Champagne Saga. IndieWire (амер.). Процитовано 7 червня 2024.